# ديفيد روجر
ديفيد روجر (بالإنجليزية: David Roger)‏ هو محامي أمريكي، ولد في 28 يوليو 1961 في أوكلاند في الولايات المتحدة.

## وصلات خارجية
- الموقع الرسمي